# Tejani
Tejani este un sat din comuna Bar, Muntenegru. Conform datelor de la recensământul din 2003, localitatea are 93 de locuitori (la recensământul din 1991 erau 240 de locuitori).

## Demografie
În satul Tejani locuiesc 75 de persoane adulte, iar vârsta medie a populației este de 40,9 de ani (40,6 la bărbați și 41,3 la femei). În localitate sunt 25 de gospodării, iar numărul mediu de membri în gospodărie este de 3,72.
|  |

| Demografie | Demografie | Demografie |
| An         | Locuitori  | Locuitori  |
| ---------- | ---------- | ---------- |
|            |            |            |
|            |            |            |
|            |            |            |
|            |            |            |
| 1948       | 305        |            |
| 1953       | 288        |            |
| 1961       | 292        |            |
| 1971       | 261        |            |
| 1981       | 185        |            |
| 1991       | 240        | 153        |
| 2003       | 202        | 93         |

| \| Componența etnică conform recensământului din 2003[2] \| Componența etnică conform recensământului din 2003[2] \| Componența etnică conform recensământului din 2003[2] \| Componența etnică conform recensământului din 2003[2] \| Componența etnică conform recensământului din 2003[2] \| \| ----------------------------------------------------- \| ----------------------------------------------------- \| ----------------------------------------------------- \| ----------------------------------------------------- \| ----------------------------------------------------- \| \| \| \| \| \| \| \| Albanezi \| Albanezi \| \| 93 \| 100% \| \| necunoscută \| necunoscută \| \| 0 \| 0% \| |             |  |    |      |
| Componența etnică conform recensământului din 2003 |             |  |    |      |
| |             |  |    |      |
| Albanezi | Albanezi    |  | 93 | 100% |
| necunoscută | necunoscută |  | 0  | 0%   |